# Eugerres lineatus
Eugerres lineatus är en fiskart som först beskrevs av Alexander von Humboldt 1821.  Eugerres lineatus ingår i släktet Eugerres och familjen Gerreidae. IUCN kategoriserar arten globalt som livskraftig. Inga underarter finns listade i Catalogue of Life.